# Detektor wychwytu elektronów

Poglądowy schemat detektora ECD

Detektor wychwytu elektronów (detektor jonowy rekombinacyjny; ang. Electron Capture Detector; ECD) – niedestrukcyjny czujnik radiojonizacyjny, jeden z typów detektorów jonizacyjnych), stosowany jako element chromatografów gazowych, czuły przede wszystkim na zanieczyszczenia zawierające pierwiastki o dużej elektroujemności (detektor selektywny). Cząsteczki analitów są wprowadzane wraz z gazem nośnym do komory jonizacyjnej (ok. 1 cm3), w której ulegają jonizacji pod działaniem promieniowania beta. Źródłem promieniowania jonizującego jest najczęściej izotop niklu 63Ni. ECD jest stosowany do oznaczania małych stężeń pestycydów chlorowcowych i innych produktów halogenowania związków organicznych (np. wykrywalność CCl4 wynosi ok. 10–14 g). 

## Zasada działania i konstrukcja
W detektorach jonizacyjnych badany gaz jest wprowadzany do komory jonizacyjnej zawierającej np. izotop promieniotwórczy lub do płomienia palnika wodorowego. Pozbawione ładunku cząsteczki związków chemicznych są tu przekształcane w pary jonowe. Naładowane cząstki (kationy, aniony i elektrony) przemieszczają się w polu elektrycznym do odpowiednich elektrod. Elektrometr umożliwia pomiar natężenia przepływającego prądu, które jest skorelowane z ilością oznaczanej substancji w próbce badanego gazu. W czasie wędrówki jonów do zbiorczych elektrod zachodzą zderzenia między cząstkami, które mogą prowadzić do odtworzenia cząstek neutralnych (rekombinacja). Efektem takich zderzeń jest zmniejszenie wskazań elektrometru. Pomiary są szczególnie mocno zakłócane przez związki zawierające w cząsteczkach pierwiastki silnie elektroujemne (np. fluorowce), które intensywnie wychwytują elektrony przed ich dotarciem do katody. W klasycznych detektorach jonizacyjnych (np. FID, PID lub argonowych) zjawisko rekombinacji jest niepożądane i są podejmowane starania o jego minimalizację (np. stosowanie małych komór jonizacyjnych, małych stężeń analitów i wysokich napięć).  
W detektorach wychwytu elektronów zjawisko rekombinacji jest podstawą pomiaru. Wśród twórców tej techniki, opracowanej na początku pierwszej połowy XX wieku, są wymieniani przede wszystkim James Lovelock, M. Krejči i E. D. Pellizzari. W Polsce opatentowano w 1977 roku jedną z modyfikacji konstrukcji detektora ECD.
W detektorach wychwytu elektronów (ECD) napięcie między elektrodami ustala się na takim poziomie, aby w czasie przepływu czystego gazu nośnego niemal wszystkie elektrony, emitowane przez radioizotopy (np.  63Ni), docierały do anody. W chwili, gdy do komory wpływa gaz nośny z domieszką np. chlorowcopochodnych organicznych, elektrony są wychwytywane, a powstające aniony poruszają się w kierunku elektrody znacznie wolniej. Czas tej wędrówki jest dostatecznie długi, aby nastąpiły zderzenia z kationami i rekombinacja. Neutralne cząsteczki analizowanego związku opuszczają komorę wraz z gazem nośnym. Miarą stężenia tego związku w strumieniu gazu nośnego jest stopień zmniejszenia się natężenia przepływającego prądu:
I  = Inas · exp(-K · x· c )
gdzie:  Inas – natężenie prądu w czasie przepływu czystego gazu nośnego, I – natężenie prądu w chwili, gdy przez komorę przepływa gaz z domieszką, K – współczynnik zależny od natężenia pola elektrycznego i powinowactwa elektronowego oznaczanego związku, x – współczynnik zależny od geometrii komory jonizacyjnej, c – stężenie związku.
Selektywność ECD osiąga się tak dobierając gaz nośny i wielkość przyłożonego napięcia, aby uzyskać optymalną wartość energii elektronu, zapewniającą jego największe powinowactwo do określonego rodzaju cząsteczek. Dla związków silnie wychwytujących elektrony wydajność wychwytu osiąga niemal 100%, ponieważ elektron, przebywając drogę ok. 1 cm (wymiar komory) zderza się z cząsteczkami gazu ok. 105 razy.

## Porównanie czułości detektora wychwytu elektronów i detektora płomieniowo-jonizacyjnego
| Grupa związków chemicznych                                   | Sygnał ECD : FID |
| ------------------------------------------------------------ | ---------------- |
| węglowodory                                                  | 1                |
| etery, estry                                                 | 10               |
| alkohole alifatyczne, ketony, aminy                          | 100              |
| mono-Cl- i mono-F-pochodne, mono-Br-, di-Cl- i di-F-pochodne | 1000             |
| aldehydy i tri-Cl-pochodne                                   | 104              |
| mono-I-, di-Br- i nitro-pochodne                             | 105              |
| di-I-, tri-Br-, poli-Cl i poli-F-pochodne                    | 106              |

## Zalety i wady ECD
Zalety ECD:
- umożliwia oznaczenia stężeń związków fluorowcowanych rzędu ppb – ppt,
- jest detektorem niedestrukcyjnym, jednak nie jest stosowany w szeregowych zestawach przed innymi detektorami ze względu na obecność dodatkowych elektronów.

Wady ECD:
- reaguje wyłącznie na związki elektrofilowe, a jego czułość na związki fluorowcowane zależy od liczby atomów fluorowców w cząsteczkach (np. ECD jest o rząd wielkości bardziej wrażliwy na czterochlorek węgla, niż na chlorek winylu), co utrudnia interpretację wyników analizy,
- jest wrażliwy na wodę, które negatywnie wpływa na stan folii Ni-63, pokrywającej detektor, co powoduje zmniejszenie czułości,
- korzystanie z materiału radioaktywnego sprawia, że użytkownicy odpowiedzialni za eksploatację urządzenia muszą posiadać odpowiednie licencje.